# Бені-Хассен (округ)
Бені-Хассен (араб. معتمدية بني حسان) — округ в Тунісі у регіоні Сахель. Входить до складу вілаєту Монастір. Центр округу — м. Бені-Хассен. Станом на 2004 рік загальна чисельність населення становила 12650 осіб.